# Jean-Louis Alibert
Jean-Louis Alibert (Villefranche-de-Rouergue, 2 maggio 1768 – Parigi, 4 novembre 1837) è stato un dermatologo e scrittore francese.
Famoso per la cura delle malattie della pelle, venne considerato il "padre della dermatologia" in Francia, inaugurando un nuovo metodo di classificazione delle malattie cutanee.

## Biografia

### Infanzia e formazione
Jean-Louis Alibert nasce nella primavera del 1768 da una nobile famiglia borghese. Figlio di un magistrato locale, Pierre Alibert, e di Claudine Alric, inizia i propri studi nelle scuole dei Padri della Dottrina Cristiana ed intraprende la carriera ecclesiale come novizio. La sua aspirazione sacerdotale viene stroncata sul nascere nel 1792, quando la Rivoluzione francese bandisce le congregazioni religiose.
Nel 1795 si spostò a Parigi dove s'iscrisse all'École Normale Supérieure, istituto chiuso nello stesso anno. Questo periodo fu importante per i rapporti intrecciati e la maturazione del suo pensiero. Frequentò infatti il salone di Madame Helvétius, dove incontrò Pierre Roussel e Pierre Jean Georges Cabanis; quest'ultimo lo introdusse al Sensismo, filosofia che vede in Étienne Bonnot de Condillac uno dei maggiori esponenti. Alibert diventa un giovane membro della generazione di Ideologi.
Nel 1796 si iscrisse alla nuova Ecole de Santé, dove consolidò la propria formazione medica. Ebbe come professori Philippe Pinel, Pierre Joseph Desault, Jean-Nicolas Corvisart Des Marets. Nello stesso anno divenne il segretario della nuova Société Médicale d'Emulation ed iniziò a scrivere molti articoli che vennero pubblicati in diverse riviste scientifiche.

### Attività
Deciso a intraprendere l'attività medica assistenziale, Alibert si imbarcò nell'”inesplorato oceano della malattia”.
Grazie all'aiuto dell'amico Cabanis, nel 1801 Alibert iniziò la sua attività medica presso l'Hôpital Saint-Louis, una struttura suburbana affollata di pazienti con patologie croniche. Lì poté osservare alcune malattie tra le quali la scabbia, il vaiolo, la tigna, la sifilide, la scrofola ed il cancro. Ben presto diventò capo del reparto nell'ospedale francese.
In seguito fondò una clinica all'aperto nell'area dell'ospedale, nei pressi del Gabrielle Pavillon, dove le sue conferenze e dimostrazioni ebbero un largo seguito. Anche gli stessi pazienti, come egli ribadiva, erano “incoraggiati proprio dal fatto che si dovevano discutere le loro difficoltà ed esaminare i rimedi per porre fine alle loro lunghe sofferenze”.
Nel 1806 pubblicò “Description des maladies de la peau observées à l'Hôpital Saint-Louis” uno splendido libro in folio dove venivano presentate le molte osservazioni da lui fatte nell'ospedale parigino. Scritto il francese, anziché in latino, era riccamente illustrato, con 53 tavole a colori. Circa quattro anni dopo verrà pubblicata una versione più economica per studenti.
Nel 1815, dopo la restaurazione della Monarchia, Alibert, al culmine del successo, diventò Primo medico Ordinario alla corte di Luigi XVIII, lasciando in carica al Saint-Louis il suo allievo preferito, Laurent Biett. Anche Carlo X, in seguito, lo insignirà di tale carica.
Gli vennero attribuiti numerosi riconoscimenti: nel 1821 diventò professore di Botanica presso la Facoltà di Medicina e nel 1823 gli venne assegnata la cattedra di Terapeutica e Materia Medica. Nel 1827 divenne barone.
Fu anche membro di numerose società di carattere scientifico quali l'Accademia di Medicina di Madrid, l'Accademia delle Scienze di Torino e l'Accademia Imperiale di Vienna.

### Ultimi anni di vita
Alla morte del re, Alibert si reinserì nell'ambito dell'insegnamento. Si dedicò soprattutto alla classificazione delle malattie della pelle.
Scagliandosi contro la catalogazione sostenuta da Robert Willian, Thomas Bateman e dal suo allievo stesso Laurent Biett, portò avanti il metodo per la classificazione delle malattie cutanee da lui precedentemente formulato. La sua nosologia “naturale” si basava direttamente sull'analogia con la tassonomia botanica, ispirata a Bernard de Jussieu e Antoine Laurent de Jussieu. Famoso è proprio “l’Albero della Dermatosi” contenuto nel libro "Clinique de l'Hôpital Saint-Louis, ou Traité Complet des Maladies de la Peau" (1833).
In questo decennio osservò con maggiore attenzione anche la scabbia, malattia che attribuì essere dovuta ad un parassita  (Acarus scabiei).
Verso la fine della vita dette sfogo alle sue ambizioni letterarie, scrivendo alcune opere di carattere psicologico e filosofico.
Morì a Parigi, all'età di 69 anni, il 4 novembre del 1837 per un cancro allo stomaco e venne sepolto 3 giorni dopo al cimitero di Père-Lachaise. Per l'occasione intervennero Jean Cruveilhier, a nome della facoltà, e Stephen Pariset elogiandolo a nome dell'accademia. Pochi mesi più tardi la salma fu trasferita nella sua città natale.

## Opere e pensiero
Nel corso della propria vita Jean-Louis Alibert elaborò molti testi. Nel 1800 la sua tesi di laurea sulle “perniciose febbri intermittenti” venne pubblicata in diverse edizioni. Scrisse svariati lavori dermatologici, dei quali ricordiamo: “Description des maladies de la peau observées à l'Hôpital Saint-Louis” (1806), “Monographie des Dermatoses “(1832), “Clinique de l'Hôpital Saint-Louis, ou Traité Complet des Maladies de la Peau” (1833). Nel 1825 scrisse anche “Physiologie des passions”, opera di carattere filosofico.
Nel suo pensiero Alibert fu affascinato dal Sensismo, introdottogli da Pierre Jean Georges Cabanis. 
Tale dottrina filosofica riportava l'azione del conoscere al sentire, affermando come sola possibilità di conoscenza vera quella svolta a partire dai sensi carnali. Il risultato in medicina della filosofia sensista è esposto visibilmente dal dermatologo francese attraverso l'osservazione dei disturbi dermatologici e da René Laennec attraverso il metodo dell'auscultazione.
Si incomincia anche un ripudio nei confronti di una Medicina "teorica", basata sull'osservazione del paziente senza il contatto fisico, ed una chiara ripresa della tradizione ippocratica, basata sulla percezione sensoriale del medico.

### Nosologia “naturale”

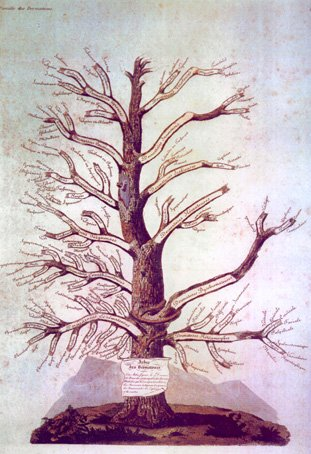

Jean-Louis Alibert, considerato il Padre della Dermatologia, fu creatore di un metodo per la classificazione delle malattie cutanee da lui denominato "Nosologia naturale".
Nel corso della sua stessa vita fu molto dibattuto il suo approccio nosologico ed infine venne considerata, come più idonea, la linea di pensiero portata avanti da Thomas Bateman, Laurent Biett e soprattutto Robert Willian.
Le malattie per Alibert si distinguevano in due classi principali: quelle della testa e del cuoio capelluto e quelle del resto del corpo. Tale suddivisione si può notare nel famoso libro “Description des maladies de la peau observées à l'Hôpital Saint-Louis" (1806).
Riprendendo il suo professore Philippe Pinel, inoltre, il medico francese partiva dalla convinzione di una specifica natura per le singole malattie cutanee: esse hanno sintomi, segni, cause, decorsi unici e individuabili.
Alibert affermava che per la classificazione delle malattie cutanee non bisognava seguire un unico criterio, ma diversi. I principali erano:
- Causa della malattia, quando si conosceva
- Decorso della malattia, osservata preferibilmente in ambito ospedaliero
- Durata
- Aspetto delle lesioni
- Risposta alle terapie

Famoso è anche L'albero della Dermatosi, una rappresentazione grafica dell'organizzazione e classificazione dei disordini della pelle secondo un metodo derivato dalla botanica.
Per una maggiore semplicità venne però preferito, rispetto alla classificazione di Jean-Louis Alibert, il metodo di Robert Willian, il quale usava come unico criterio il primo punto dove si manifestava la lesione cutanea.